# Giorgio Strehler
Giorgio Strehler (Barcola (Trieste), 14 d'agost de 1921 — Lugano, 25 de desembre de 1997) va ser un teòric i director d'òpera i teatre. Va dirigir nombroses òperes a La Scala de Milà. Va fundar el Gruppo Teatro e Azione i cofundar el Piccolo Teatro. Addicionalment va ser membre del senat italià i del parlament europeu.
Va néixer al petit poble de Barcola, a la província de Trieste, en una família de músics que van marxar a viure a Milà quan ell encara era un nen. Va estudiar música i es va matricular a l'Accademia dei Filodrammatici de Milà. A la Segona Guerra Mundial va anar a viure a Suïssa. Als anys 40 va fer d'actor en un parell d'obres. El 1947 va cofundar el primer teatre estable d'Itàlia, el Piccolo Teatro, amb qui va dirigir obres de teatre clàssiques, en innovadores versions revisitades, d'autors com Carlo Goldoni, Luigi Pirandello, Anton Txékhov i Bertolt Brecht.
A Milà també va treballar a la companyia de teatre basada en el cooperativisme Teatro e Azione. Posteriorment va dirigir el Théâtre de l'Europe a París, on va tenir com a assistent al català Lluís Pasqual, a qui va cedir la direcció del teatre el 1989.

## Piccolo teatro
Va fundar el 1947, al costat de Paolo Grassi, el Piccolo Teatro (en català, Petit Teatre) de Milà, constituït en un centre important de la direcció teatral moderna. Strehler va estar fortament unit al desenvolupament del teatre polític i va ser qui va difondre Bertolt Brecht a Itàlia.
L'objectiu del "Piccolo Teatro" era ser un teatre popular i ideològicament oposat al moviment feixista. Van innovar en el repertori i en l'estil d'interpretació. Stheler va fer sis versions diferents d'El criat de dos amos, de Carlo Goldoni, que van obtenir gran fama. La primera versió és del 1948 i les següents posades en escena s'anaven despullant progressivament fins a acabar sent teatre pur.
El teatre era el centre de la seva vida; tot i això, diverses vegades va renunciar al seu càrrec, en protesta pel suport molt escàs de l'Estat a les necessitats artístiques del teatre. Strehler va dir alguna vegada que "la vida del Piccolo ha estat i és un continu risc. Risc de morir en cada espectacle. Hem treballat i vam treballar sense xarxa. Sempre. Per a nosaltres cada estrena ha estat una agonia i ha suposat el risc d'haver de tancar el teló per a sempre".